# 上杉重顕
上杉 重顕（うえすぎ しげあき、生没年不詳）は、鎌倉時代の武将。
上杉頼重の嫡男。弟に頼成、憲房、妹に清子（足利貞氏側室）、加賀局（勧修寺道宏正室）らがいる。室町幕府初代将軍足利尊氏は甥（実妹の息子）にあたる。通称は左近将監、修理大夫。子に重藤、朝定、重行。
扇谷上杉家の祖。伏見天皇の女官・伏見院新宰相に仕えており、『玉葉和歌集』に歌が採録されている。